# 交響曲第2番 (プロコフィエフ)
交響曲第2番ニ短調作品40は、セルゲイ・プロコフィエフが1925年に完成させた交響曲。

## 概要
プロコフィエフは1923年からパリに住むようになっていたが、当時6人組が注目を集めていたそのパリに於いて、プロコフィエフの音楽は冷淡に扱われていた。そこでプロコフィエフは、6人組よりも前衛的な「鉄と鋼でできた」交響曲を作り雪辱を果たそうと考え、交響曲第2番の創作に着手した。
1924年の夏から秋にかけて創作に専念し、翌1925年5月19日に完成させている。
初演は1925年6月6日にパリでクーセヴィツキーの指揮により行われたが、パリの聴衆の反応は冷淡であったと伝えられているほか、作曲家仲間たちも冷淡だった。ただ一人、プーランクのみが熱狂的な拍手を送ったという。プロコフィエフは衝撃を受け、自身の作曲家としての能力に初めて疑問を持ったと後に述べている。
ソ連に帰国後の1953年、プロコフィエフは本曲を3楽章に改作し、作品136として発表する構想を立てたが、同年3月5日に急死したため実現することはなかった。
アメリカ合衆国の現代音楽の作曲家クリストファー・ラウズは本作を高く評価しており、自身の交響曲第3番（2011年完成・初演）を本作のオマージュとして作曲した。

## 作品について
当楽曲は全2楽章構成となっており、第1楽章はソナタ形式が、第2楽章は変奏曲形式が、それぞれ採られている。このような楽曲構成方はベートーヴェンのピアノソナタ第32番を模したものとの指摘も存在する。

### 演奏所要時間
平均で約35分。

### 楽曲構成
- 第1楽章 - Allegro ben articolato
- 第2楽章 - Theme & Variations
  - 主題 - Andante
  - 第1変奏 - L'istesso tempo
  - 第2変奏 - Allegro non troppo
  - 第3変奏 - Allegro
  - 第4変奏 - Larghetto
  - 第5変奏 - Allegro con brio
  - 第6変奏 - Allegro moderato
  - 主題 - Andante molto, Doppio movimento

### 楽器編成
ピッコロ、フルート 2、オーボエ 2、イングリッシュホルン、クラリネット 2、バスクラリネット、ファゴット 2、コントラファゴット、ホルン 4、トランペット 3、トロンボーン 3、チューバ、ティンパニ、トライアングル、カスタネット、タンブリン、小太鼓、シンバル、大太鼓、ピアノ、弦五部